# Marija Wassiljewna Kljonowa
Marija Wassiljewna Kljonowa (russisch Мария Васильевна Клёнова, englische Transkription Maria Klenova; * 1898 in Irkutsk; † 1976) war eine russische Meeresgeologin und eine der Begründerinnen der sowjetischen Ozeanographie.

## Leben
Kljonowa war ab 1924 am All-Unions-Institut für Fischerei und Meereskunde. Sie erforschte damals die Barentssee vom Forschungsschiff Perseus aus und die arktischen Gewässer (Expeditionen nach Spitzbergen, Franz-Josef-Land, Nowaja Semlja) mit einer vollständigen geologischen Kartierung des Meeresbodens in der Barentssee (1933). 1929 leitete sie als erste Frau in der Sowjetunion eine ozeanographische Expedition. 1937 habilitierte sie sich in Geologie (russischer Doktortitel). Sie erkundete und kartierte auch den Meeresboden zum Beispiel im Weißen Meer und Kaspischen Meer. Im Zweiten Weltkrieg war sie im Hydro-Meteorologischen Dienst der Streitkräfte der UdSSR (Erstellung von Meereskarten für das nördliche Meer und Schwarze Meer, Vorträge zum Beispiel vor U-Boot Kapitänen) und ab 1944 am Staatlichen Ozeanographischen Institut und ab 1954 am Schirschow-Institut für Ozeanographie (SIO) der sowjetischen Akademie der Wissenschaften in Moskau. Sie dehnte ihre Untersuchungen auf den Atlantik (auf dem Forschungsschiff Lomonossow) und die Antarktis aus. Ein Schwerpunkt war auch das Kaspische Meer (unter anderem als Vorbereitung der ersten sowjetischen Offshore Ölbohrinsel). Sie lehrte auch an der Lomonossow-Universität als Professor.
1956 war sie erstmals mit einem sowjetischen Forschungsschiff in der Antarktis und forschte später von sowjetischen Eisbrechern (Ob, Lena) aus und zum Beispiel auf einer Driftstation, der sowjetischen Station im Königin-Marie-Land und der australischen Forschungsstation auf der Macquarieinsel. Damals war sie eine der ersten Wissenschaftlerinnen, die an Land in der Antarktis forschten. Sie trug wesentlich zum sowjetischen Antarktis-Atlas bei.
Sie schrieb (schon in den 1930er Jahren) ein 1948 veröffentlichtes Lehrbuch der Meeresgeologie und verteidigte den Rang der Meeresgeologie als eigenständige Wissenschaft in der Sowjetunion.
Ein Gipfel in der Antarktis, ein Krater auf der Venus und ein Tiefseetal sind nach ihr benannt.
Für ihre Arbeit im Zweiten Weltkrieg erhielt sie 1943 den Orden des Roten Banners der Arbeit. 1965 erhielt sie für ihre Arbeiten im Kaspischen Meer mit zwei anderen den Gubkin-Preis. 1951 erhielt sie den Leninorden, 1975 erhielt sie das Ehrenzeichen der Sowjetunion und 1969 wurde sie Verdiente Wissenschaftlerin der Russischen Sozialistischen Föderativen Sowjetrepublik. Seit 2014 ist der Klenova Peak nach ihr benannt, ein Berg im Ellsworthland in der Antarktis.

## Schriften
- Meeresgeologie, Moskau 1948 (russisch)
- Geologie der Barent-See, 1960 (russisch)
- mit V. M. Lavrov: Geologie des Atlantischen Ozeans, 1975 (russisch)
- mit anderen: Geologie des Wolga-Deltas, 1951 (russisch)
- mit V. F. Solovyov, N. S. Skornyakova: Die geologische Struktur des Schelfs des Kaspischen Meeres, 1962 (russisch)